# Rolland D'Amour
Rolland D'Amour est un acteur et compositeur québécois, né Joseph Prosper Jean-Baptiste Rolland d'Amour au lac Mercier le 26 juillet 1913 et mort à Montréal le 25 septembre 1993, à l'âge de 80 ans. Il était le fils de Jean-Baptiste d'Amour et de Delphina Maher.

## Biographie
Rolland D'Amour a eu une carrière importante d'acteur au Québec du milieu des années 1940 jusqu'au milieu des années 1980.
Il fut comédien dans les premiers films québécois (Le Père Chopin, Le Curé de village, La Petite Aurore, l'enfant martyre) et les séries télévisées importantes du début de la télévision québécoise comme La Famille Plouffe et Rue de l'anse. Mais on se souvient surtout de lui pour son interprétation du rôle de Flagosse Berrichon dans le téléroman Rue des Pignons (1966-1977).
Parallèlement à sa carrière d'acteur, Rolland D'Amour a aussi été chanteur et compositeur. Dès 1948, il prit des cours de chant avec Georges Toupin. Il a écrit les textes et la musique d'une cinquantaine de chansons dont Nuage dans le bleu, qui lui mérita le grand prix au Concours Marly-Polydor (Montréal 1949), et Vent d'automne, premier prix au concours de l'hebdomadaire Radiomonde (Montréal 1950). Ses chansons ont été enregistrées notamment par Estelle Caron, Rolande Désormeaux, Lucille Dumont et Fernand Robidoux.
Il a de plus écrit les textes et la musique de deux comédies musicales qui ont obtenu un certain succès lors de leur présentation à la Télévision de Radio-Canada : Céline (1959) et Gatineau (1961). Rolland d'Amour a été soliste (1950-80) et maître de chant (1965-80) à l'église Saint-Viateur d'Outremont. Il est aussi l'auteur d'un « Ave Maria » et d'un « Pater noster » ainsi que de trois messes (1969, 1970, 1972).
Il est l'oncle du comédien québécois Normand D'Amour.

## Filmographie

### Cinéma
- 1945 : Le Père Chopin
- 1947 : Whispering City : un policier
- 1949 : Le Curé de village : le détective

- 1952 : La Petite Aurore, l'enfant martyre : Alphonse
- 1955 : Leaving It to the Experts
- 1959 : L'Héritage
- 1959 : Les Brûlés : Ulric Simard

- 1965 : La Corde au cou : Achille
- 1967 : The Ernie Game (en) : le voisin

- 1970 : Danger pour la société : un ami
- 1973 : Trois fois passera

### Télévision
- 1953 : La Famille Plouffe : M. Toulouse
- 1955 : Cap-aux-sorciers : le capitaine Thivierge
- 1956 : Les Belles Histoires des pays d'en haut : J. A. Lacour
- 1957 : Les Brûlés
- 1957 : La Pension Velder

- 1963 : Rue de l'anse : Palma Gagnon
- 1966 - 1977 : Rue des Pignons : Flagosse Berrichon
- 1969 : Symphorien : le chef Pigeon

- 1970 : À la branche d'Olivier : M. Légaré
- 1976 : Grand-Papa : le logeur
- 1977 : À cause de mon oncle : le curé
- 1978 : Terre humaine : Hilaire Jacquemin
- 1984 : Entre chien et loup : Pépére, le père de Célina